# Monica Roșu

Monica Roșu (née le 11 mai 1987) est une ancienne gymnaste roumaine. Elle est notamment double médaille d'or aux jeux olympiques d'Athènes en 2004. 